# Wippra
Wippra ist eine Ortschaft der Stadt Sangerhausen im Landkreis Mansfeld-Südharz in Sachsen-Anhalt, Deutschland. Sie ist ein staatlich anerkannter Erholungsort.

## Geographie

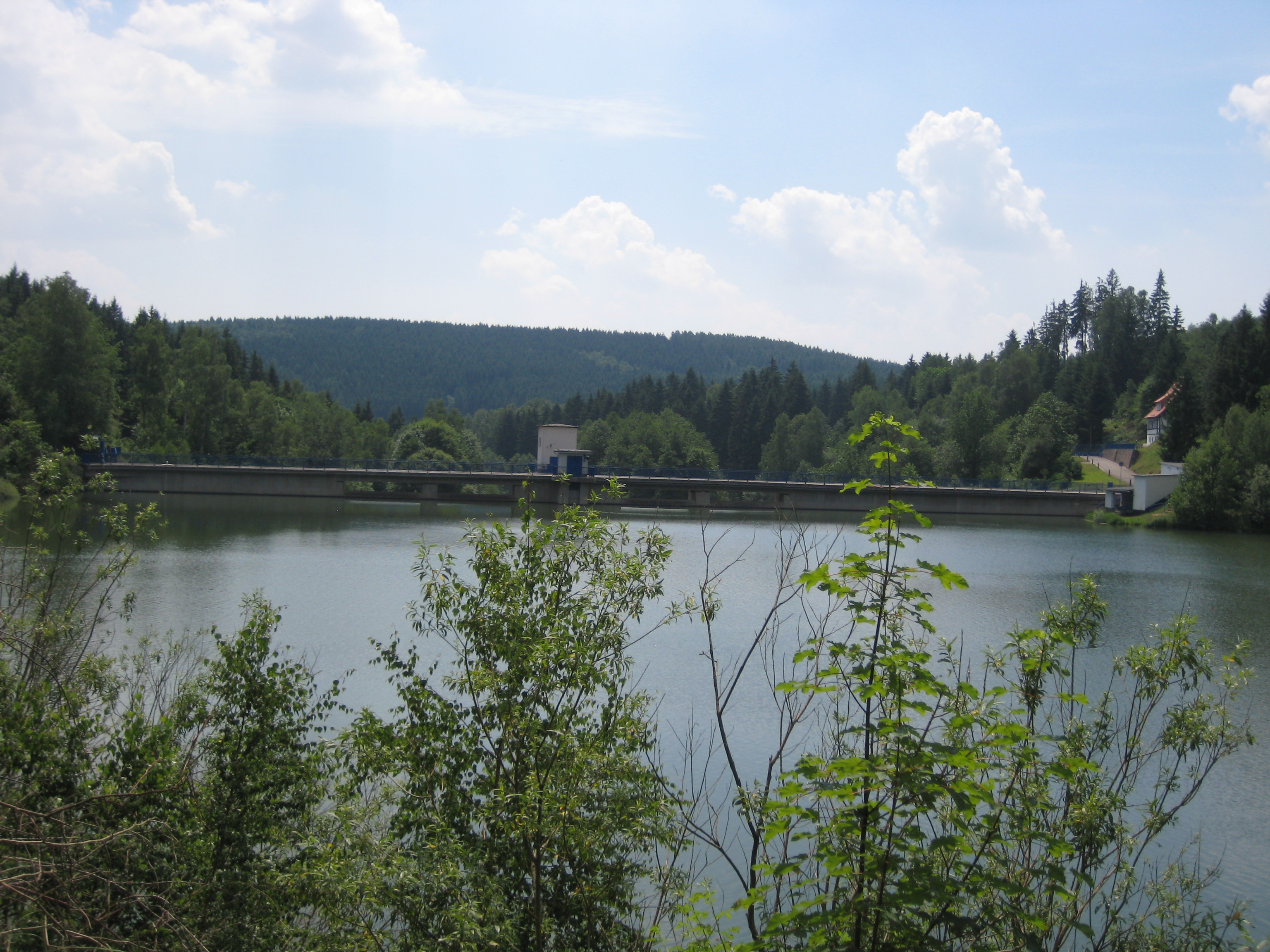
Talsperre Wippra

Wippra liegt am südöstlichen Harzrand, etwa 13 km nördlich von Sangerhausen, auf etwa 320 m Höhe. Der Ort liegt im Tal der durch Wippra fließenden Wipper und ist umringt von dichten Wäldern. Der Wald war jedoch lange nicht immer so dicht gewachsen wie heute, da der Mansfelder Kupferschieferbergbau große Mengen von Holz sowohl für Stollenbau, als auch für den Schmelzprozess benötigte.
Etwa sieben Kilometer außerhalb der Ortschaft, tief im Wippertal, befindet sich die Talsperre Wippra. Sie wurde 1951 bis 1952 erbaut und fasst maximal 2 Millionen m³ Wasser. Die Staumauer ist etwa 20 m hoch und 126 m breit.
Im Nordosten grenzt der Ort Friesdorf an Wippra.

### Ortschaftsgliederung
Die Ortschaft Wippra setzt sich aus den Ortsteilen Hayda, Popperode und Wippra sowie den Forsthäusern Bodenschwende und Schiefergraben und dem Wohnplatz Talsperre zusammen.

## Geschichte

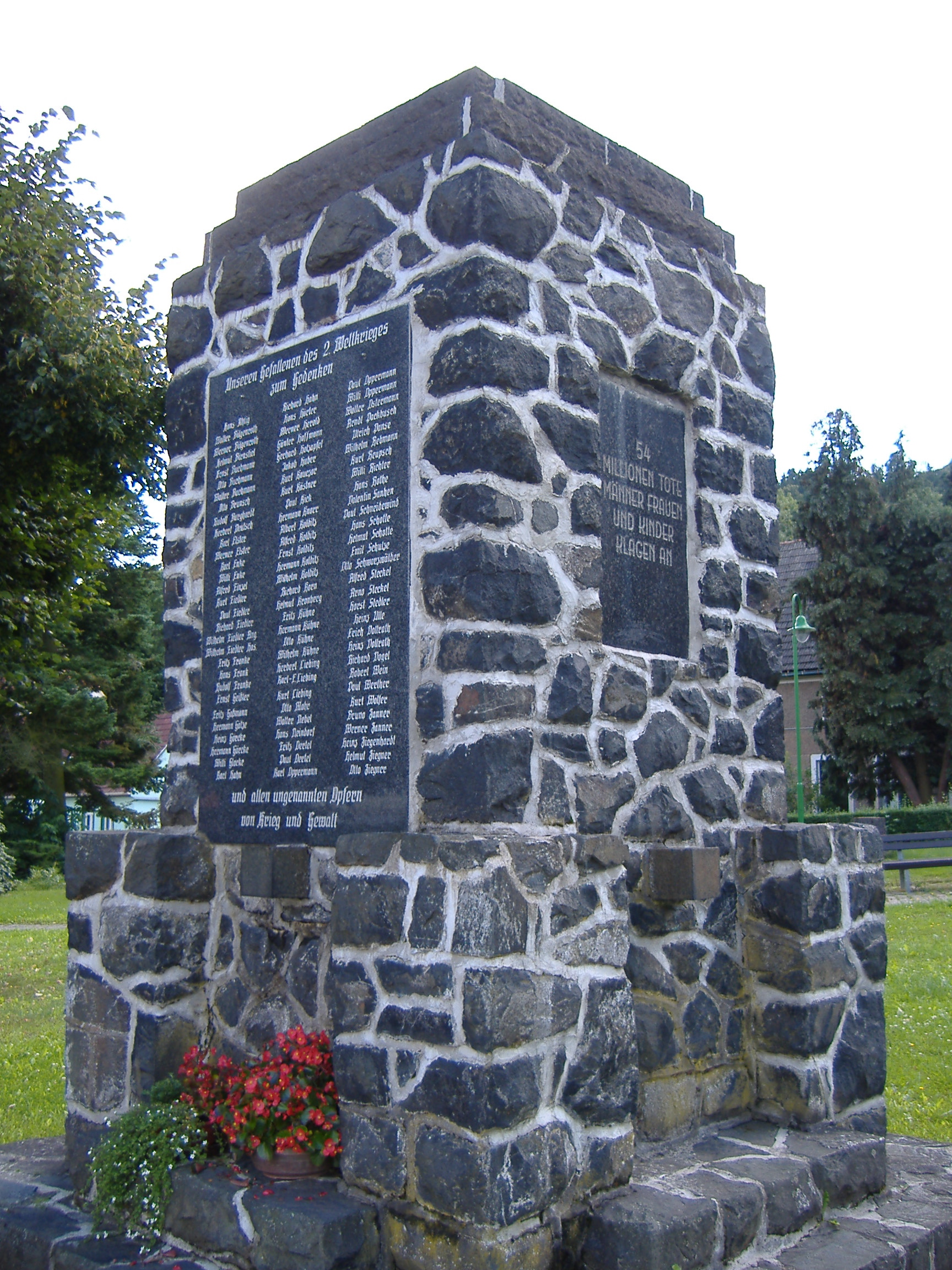
Mahnmal für die Opfer des Zweiten Weltkrieges in Wippra

In einem zwischen 881 und 899 entstandenen Verzeichnis, der Zehnten des Klosters Hersfeld, wird Wippra als zehntpflichtiger Ort Vuipparacha im Friesenfeld erstmals urkundlich erwähnt. Der Ort entstand als Marktflecken im späteren Amt Rammelburg, wovon auch heute noch die älteste Straße Wippras, die Fleckstraße berichtet. Auf dem Schlossberg befinden sich noch Reste der Burg Wippra aus dem 11. Jahrhundert.
Im Zuge der einsetzenden Industrialisierung und der Entstehung des Walzwerkes Hettstedt, wurde die Wippertalbahn im Jahre 1920 gebaut, die von Klostermansfeld über Mansfeld bis Wippra führt und auch heute noch fährt.
In der DDR war Wippra ein (Luft-)Kurort.
Wippra war bis zur Eingemeindung nach Sangerhausen am 1. Januar 2008 eine selbstständige Gemeinde. Vor der Eingemeindung gehörte die Gemeinde Wippra der Verwaltungsgemeinschaft Wipper-Eine an.

## Religion

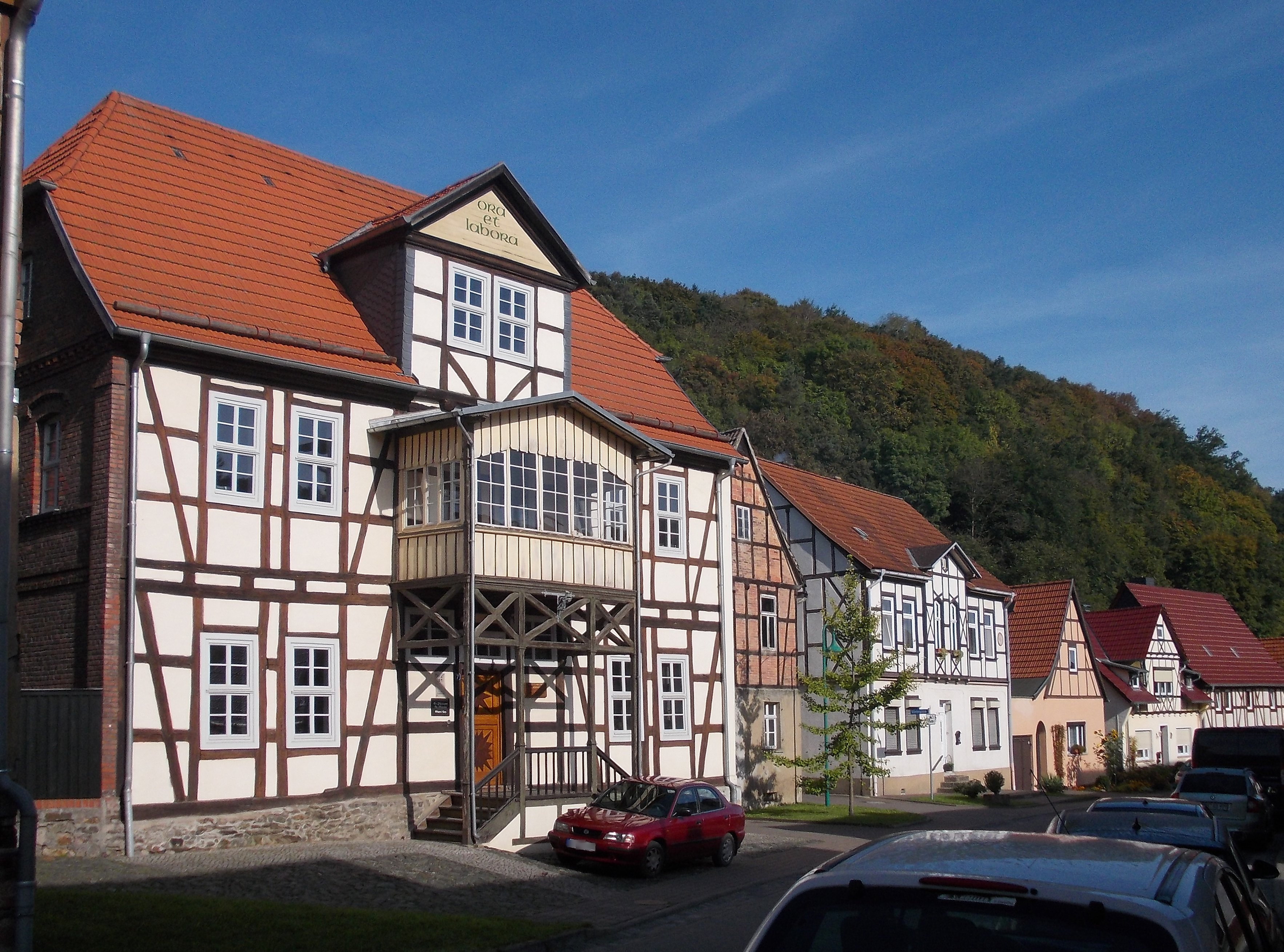
Evangelisches Pfarrhaus (links) und ehemaliges katholisches Gemeindehaus

### Evangelisch-lutherische Kirche
Wippra wurde durch die Reformation protestantisch.
Zur evangelisch-lutherischen Kirchengemeinde Wippra gehören neben der St.-Marien-Kirche in Wippra auch die St.-Bartholomäus-Kirche in Biesenrode, die St.-Maria-Magdalena-Kirche in Braunschwende, die St.-Martin-Kirche in Friesdorf, die St.-Laurentius-Kirche in Gorenzen und die St.-Nikolaus-Kirche in Piskaborn. Zum Pfarrbereich Wippra gehört neben der Kirchengemeinde Wippra auch der Kirchgemeindeverband Königerode. Der Pfarrbereich Wippra ist dem Kirchenkreis Eisleben-Sömmerda der Evangelischen Kirche in Mitteldeutschland zugeordnet.

### Römisch-katholische Kapelle
Nach dem Zweiten Weltkrieg kamen durch die Flucht und Vertreibung Deutscher aus Mittel- und Osteuropa wieder Katholiken in größerer Zahl nach Wippra und in die umliegenden Ortschaften, sodass es am 23. August 1950 zur Gründung der Kuratie Wippra kam, die zur Pfarrei in Sangerhausen gehörte. Ab dem 1. Oktober 1950 wurde von der Kuratie das Haus Heidenberg 152 b angemietet, da deren Besitzerin nach Westdeutschland übersiedelte, und dort eine katholische Kapelle eingerichtet. Um eine Beschlagnahme durch das Wohnungsamt zu verhindern, bezog Vikar Gerhard Schwingel Ende Oktober das Haus. Da sich die Kapelle als zu klein erwies und das Haus in schlechtem Zustand war, mietete die Kuratie Anfang 1953 ein auf einem Hinterhof gelegenes Gebäude einer ehemaligen Käserei. Die dort eingerichtete Kapelle wurde am 15. Februar 1953 geweiht, sie trug das Patrozinium St. Simon Stylites. 1963 folgte der Ankauf des Hausgrundstückes Fleckstraße 15 als Gemeindehaus, das nahe dem evangelischen Pfarrhaus lag und bis 1964 renoviert wurde. Bis 1973 war die Kuratie Wippra noch mit einem Priester besetzt, ab 1974 war eine Seelsorgehelferin in Wippra stationiert. Nachdem die Zahl der Gemeindemitglieder und Gottesdienstbesucher wieder erheblich abgesunken war, wurde die Kuratie Wippra aufgelöst, die Kapelle wieder profaniert und das Gemeindehaus veräußert. Heute gehören Katholiken in Wippra zur Pfarrei St. Jutta mit Sitz in Sangerhausen, das nächstgelegene katholische Gotteshaus ist die Herz-Jesu-Kirche in Sangerhausen.

## Politik

### Bürgermeister
Die letzte ehrenamtliche Bürgermeisterin der Gemeinde Wippra war Monika Rauhut.

### Wappen

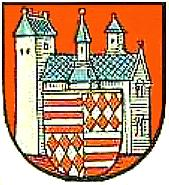
Historisches Wappen von Otto Hupp

Blasonierung: „In Silber eine rote Kirche mit eckigem Turm, blauen Dächern, blau beknauften Dachgiebeln und zwei beknauften blauen Türmchen; das Längsschiff belegt mit einem quadrierten Halbrundschild: Feld 1 und 4: von Silber und Rot fünfmal geteilt, Feld 2 und 3: in Silber sechs rote Rauten (3:3).“
Das Wappen wurde vom Heraldiker Lutz Döring gestaltet.

## Kultur und Sehenswürdigkeiten

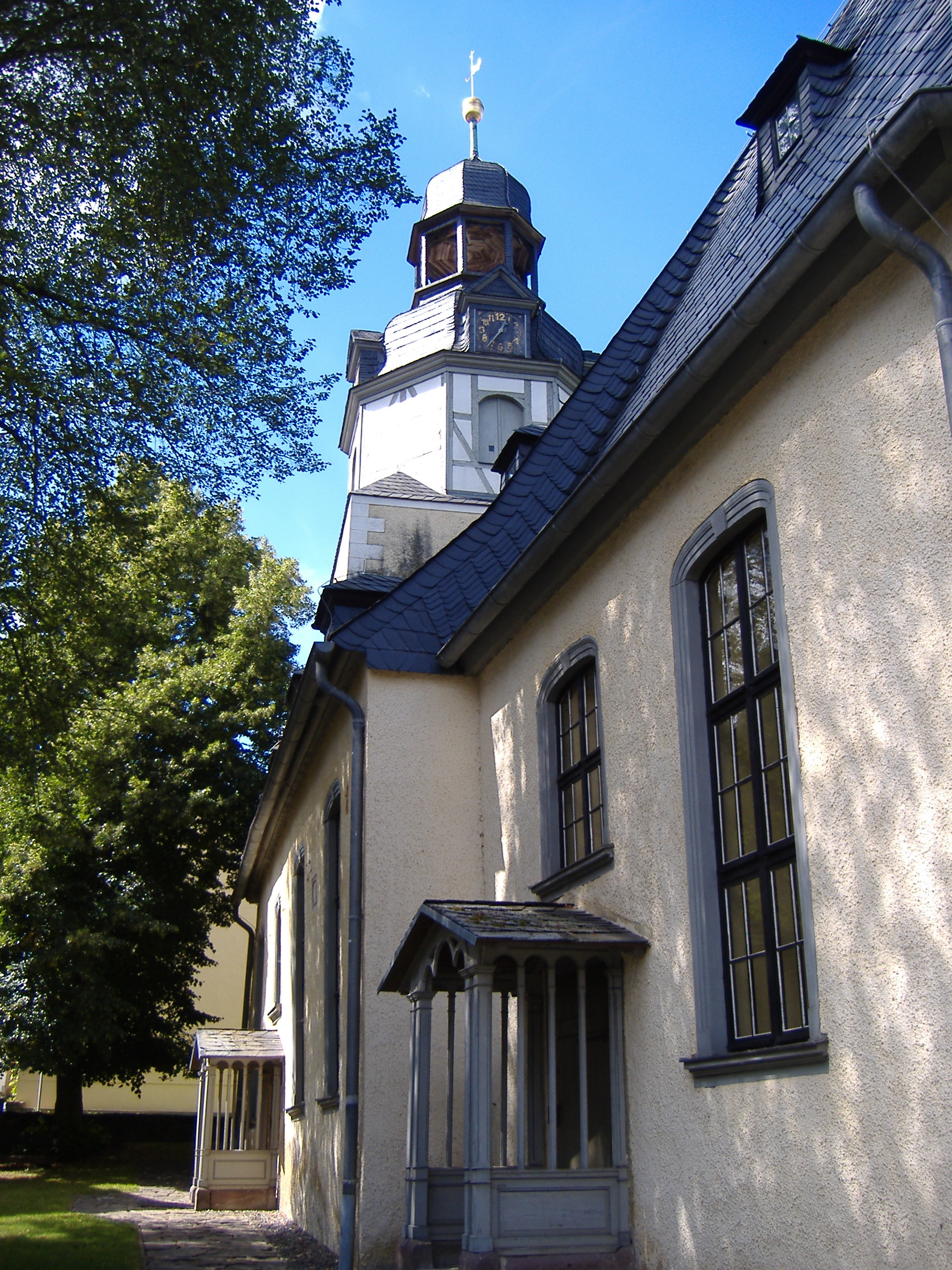
Wippraer Kirche

Das Ortsbild bestimmen zahlreiche schöne Fachwerkhäuser. Als besonderes Bauwerk ist die St.-Marien-Kirche, ein barocker Putzbau aus dem 18. Jahrhundert hervorzuheben, in deren Kirchturm sich zwei ca. 700 Jahre alte Glocken mit gotischen Schriftzeichen befinden. Des Weiteren besitzt die St.-Marien-Kirche einen geschnitzten Marienaltar, dieser (spätgotische Flügelaltar) stammt aus der Zeit um das Jahr 1480. Sehenswert ist auch das um 1640 gebaute Pfarrhaus, das 1998 saniert wurde. Ebenso bemerkenswert ist das Schieferhaus, ein 650 Jahre alter Fachwerkbau. In Wippra findet man ebenso am westlichen Ortsende die Hasselbachschanze (43-Meter-Schanze) sowie ein kleines Waldbad.
Im Zentrum des Ortes befindet sich die Brauerei, welche bereits seit 500 Jahren braut. Unter Graf Vollrad von Mansfeld wurde der Brauhof 1480 an der jetzigen Stelle errichtet. Nach einer längeren Pause wird dieser seit März 2004 wieder betrieben.

### Museen
- Das Heimatmuseum ist in einem Fachwerkbau aus dem 17. Jahrhundert beheimatet und bietet einen kleinen beschaulichen Einblick in vergangene Zeiten.

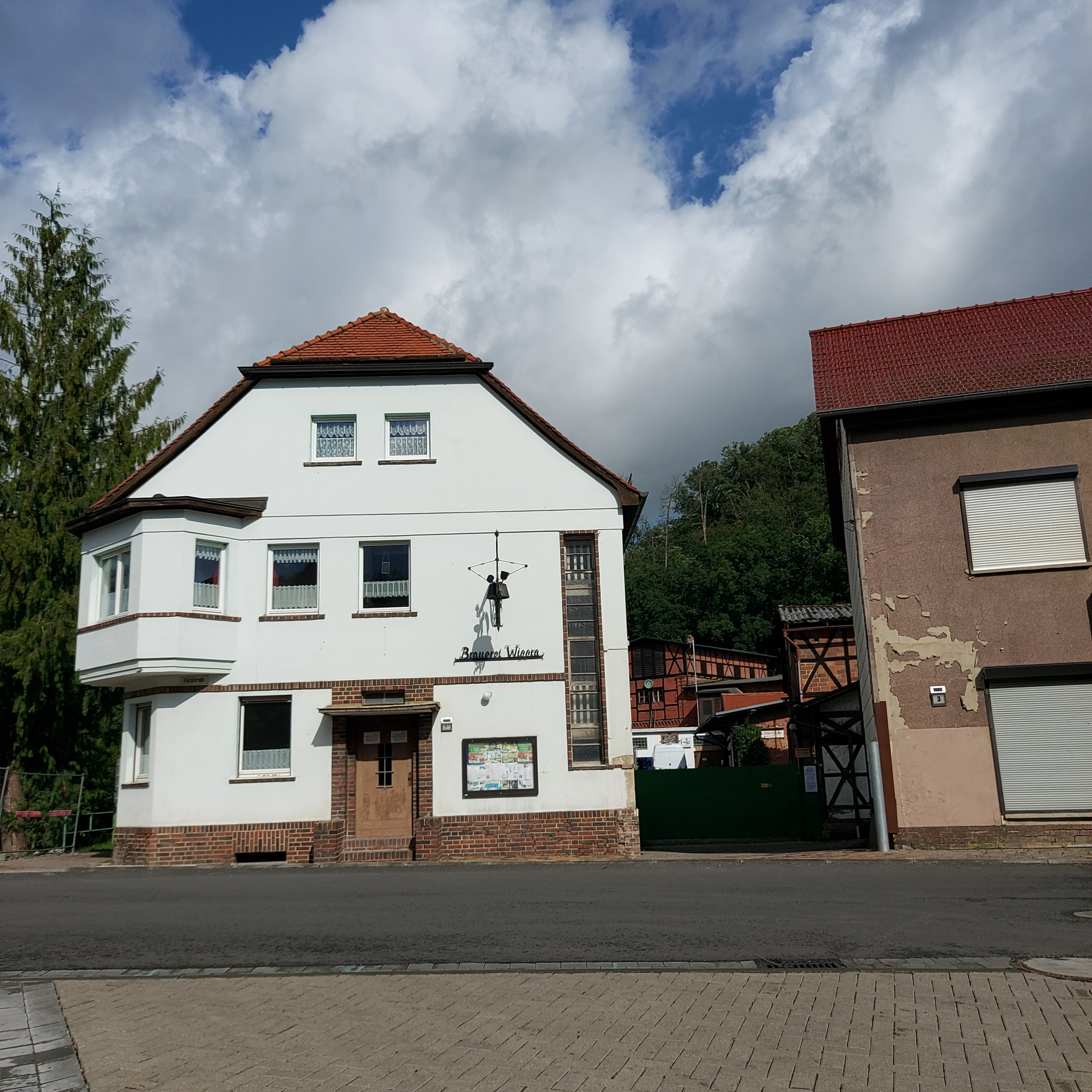
Brauerei Wippra

- Brauerei WippraMuseums- und Traditionsbrauerei Wippra

### Bauwerke
- Kirche Sankt Marien mit einem Marienaltar aus der Hildesheimer Schnitzkunst von 1480.

### Musik
- Wippra hat einen Männerchor, eine Blaskapelle, weitere musikalische Unterhaltung bietet der Heimatverein.

## Wirtschaft, Infrastruktur und Verkehr

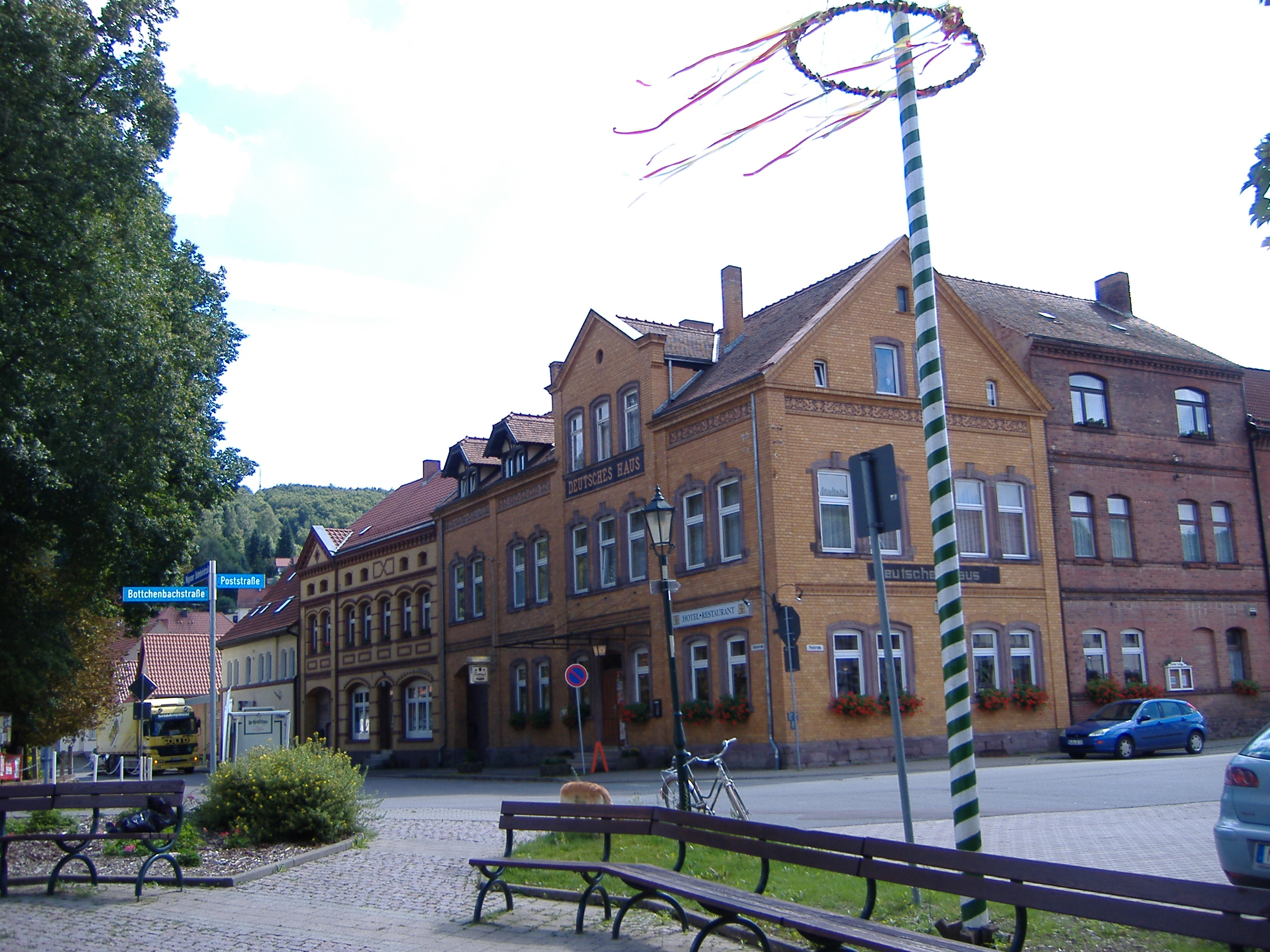
Hotel Deutsches Haus

- In Wippra befindet sich eines der 25 Forstämter des Landes Sachsen-Anhalt.
- Ebenso bietet Wippra ein vielfältiges Angebot von Dienstleistungen und Einzelhandel.
- Übernachtungsmöglichkeiten finden sich vielfach im Ort, von Hotel- bis Gastzimmer.

### Verkehr

#### Eisenbahnverkehr

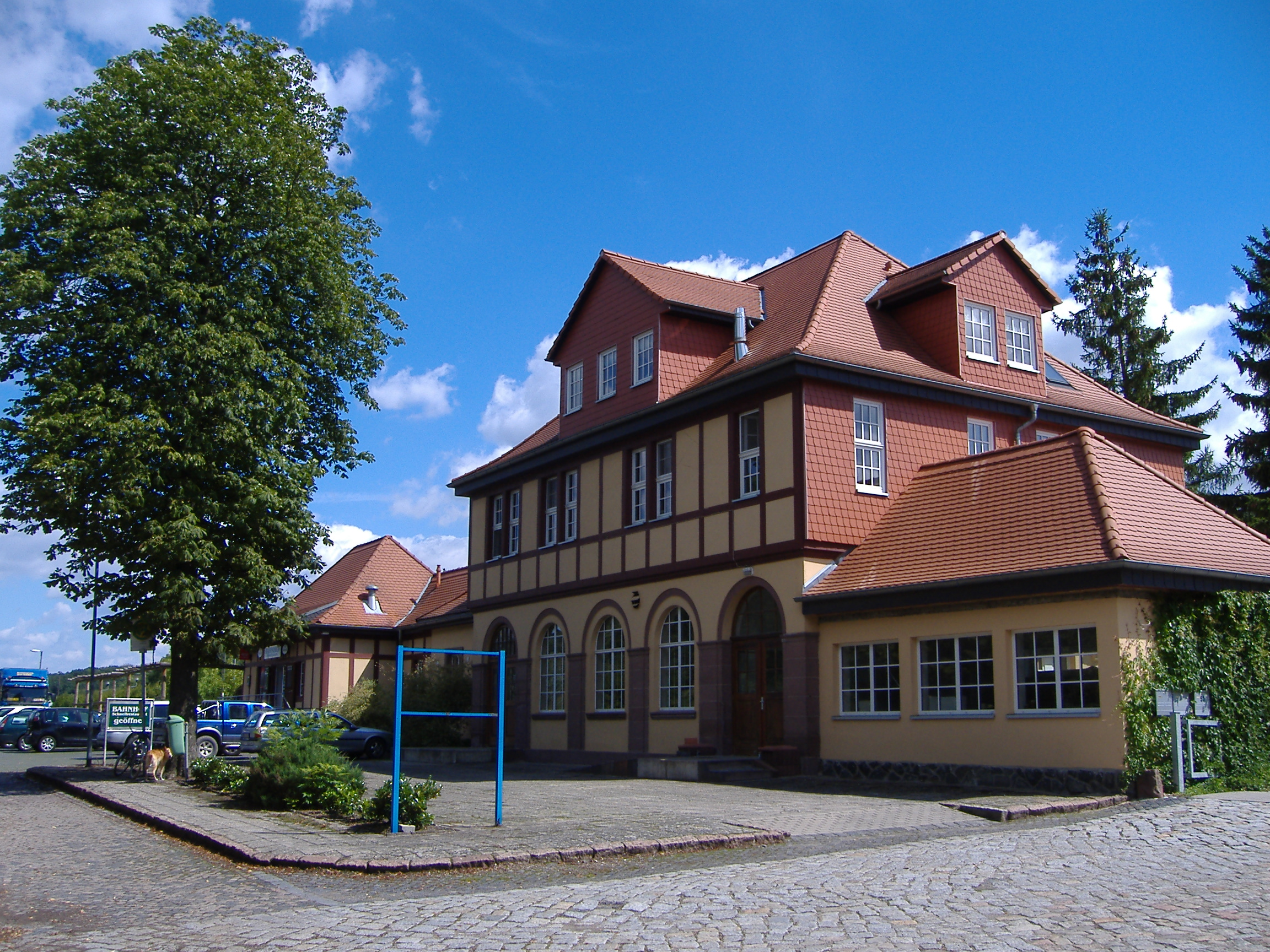
Bahnhof von Wippra

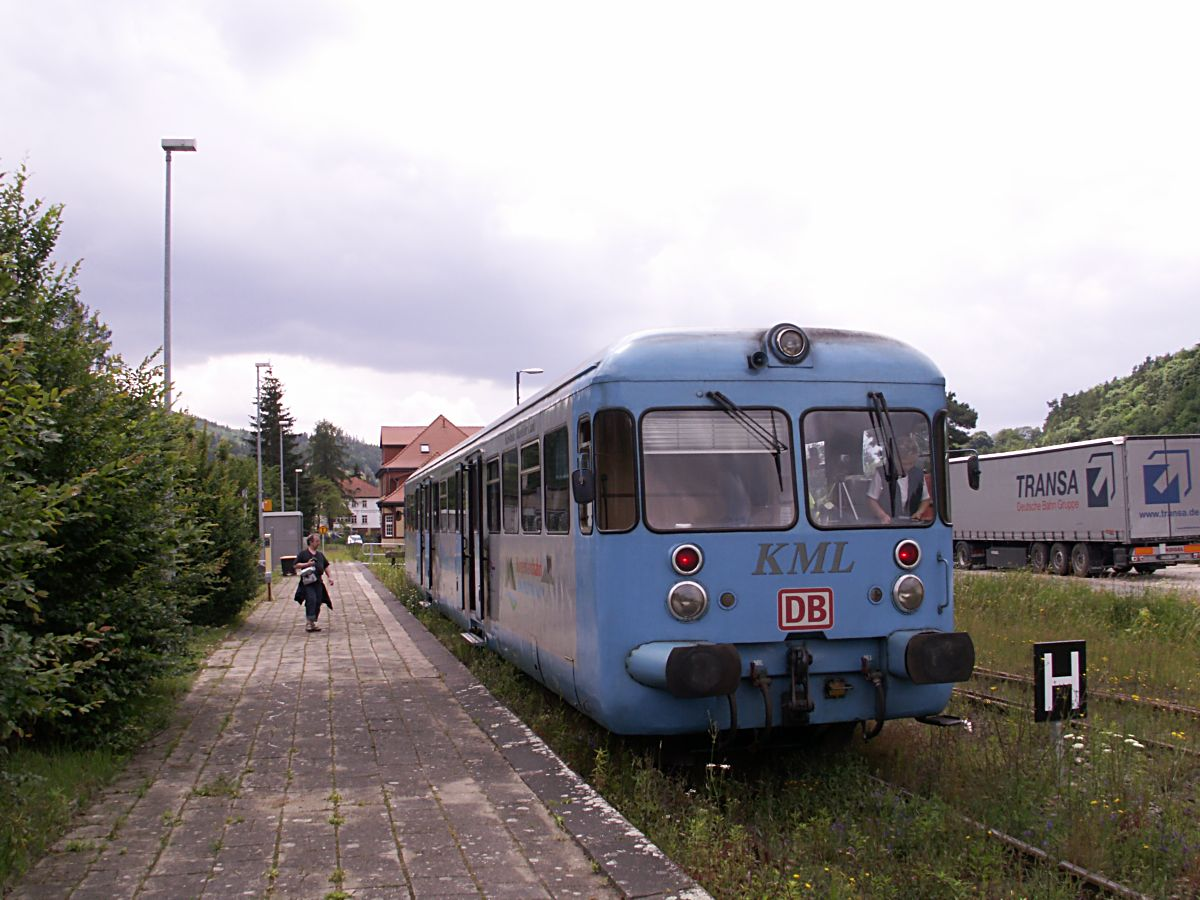
Wipperliese

Die Personenzüge auf der, insbesondere touristisch genutzten, Bahnstrecke nach Klostermansfeld (auch Wipperliese genannt) verkehren regelmäßig an Wochenenden und Feiertagen.

#### Busverkehr
Der öffentliche Personennahverkehr wird unter anderem durch den TaktBus des Bahn-Bus-Landesnetz Sachsen-Anhalt erbracht. Folgende Verbindung führt durch Wippra:
- Linie 460: Sangerhausen ↔ Gonna ↔ Grillenberg ↔ Wippra ↔ Königerode ↔ Harzgerode

Durch die Buslinie 422 ist Wippra auch aus Hettstedt über Friesdorf und Rammelburg erreichbar.

#### Straßenverkehr
- zur Bundesstraße 242, die Hasselfelde und Mansfeld verbindet, sind es in nördlicher Richtung ca. 4 km, nach Stolberg sind es ca. 25 km
- zur Bundesautobahn 38, welche von Göttingen über Halle (Saale) nach Leipzig führt sind es ca. 15 km (Auffahrt Sangerhausen)

### Bildung
- Grundschule Wippra
- Kindertagesstätte Wippra

## Persönlichkeiten

### Söhne und Töchter des Ortes
- Johann Friedrich Esaias Steffens (1716–1802), evangelischer Theologe
- Johann Gottlob Wilhelm Steckel (1781–1846), Pädagoge
- Ernst Steckel (1857–nach 1912), Lehrer und Sachbuchautor
- Herbert Fiedler (1929–2022), Jurist, Hochschullehrer, Rechtsanwalt
- Christiane Jörges geb. Gerboth (* 1966), Journalistin, Fernsehmoderatorin und Nachrichtensprecherin
- Silke Seifert (* 1968), Landtagsabgeordnete (FDP)
- Stefan Gebhardt (* 1974), Politiker (Die Linke)
- Anna Kaleri (* 1974), Schriftstellerin
- Katja Pähle (* 1977), Politikerin (SPD)
- Tino Hanekamp (* 1979), Journalist und Autor
- Ronny Schalk (* 1979), Drehbuchautor
- Anne Bartke (* 1990), Fußballspielerin
- Danny Liedtke (* 1990), Laiendarsteller